# Linha Marginal do Douro
A Linha Marginal do Douro foi uma ligação ferroviária projectada, mas nunca construída, que uniria a cidade do Porto à Linha do Douro, em Portugal.

## História
Desde finais do Século XIX que se procurou construir um ramal de via estreita para servir as minas de São Pedro da Cova, partindo da cidade do Porto ou de Rio Tinto, na Linha do Minho. Os planos para este ramal foram mudados pelo Plano da Rede Complementar ao Norte do Mondego, decretado em 15 de Fevereiro de 1900, que determinou que o ramal devia ser de via larga, e constituir parte de uma linha chamada Marginal do Douro, que ligaria directamente a cidade do Porto às estações de Mosteirô ou Aregos, passando por Gondomar e Entre-os-Rios. O propósito desta linha seria melhor as comunicações nas localidades ao longo da margem do Rio Douro que não tinham acesso ferroviário, e aliviar a Linha do Douro, que sofria de um tráfego intenso entre o Porto e Penafiel. A Linha Marginal do Douro devia sair do quilómetro 2,500 da Linha de São Pedro da Cova.